# Казахско-бухарская война (1598)
Казахско-бухарская война, также известная как Нашествие Тауекеля на Среднюю Азию — вооруженный конфликт между Казахским и Бухарским ханствами в 1598 году. В ходе войны казахи заняли Ташкент, Туркестан, Сайрам, Андижан и Самарканд. Во время осады Бухары раненый Тауекель-хан отступил в Ташкент, где позже и скончался. Пирмухаммед-хан II отбил осаду Бухары и вернул Самарканд.

## Предыстория
В 1580 году в борьбе против родственника бухарского хана Абдулла-хана II шибанида Баба-султана, казахские чингизиды Шигай-хан и его сын Тауекель выступили союзниками Абдулла-хана II, который отвез молодого Тауекеля в Бухару, где его обучали военному искусству.
7 августа 1582 года Тауекель принес голову Бабы Султана Абдаллахану и был щедро вознагражден. Его повысили в армии Абдуллы-хана, дали деньги и богатые одежды и даже предоставили вилайет Афаринкент недалеко от Самарканда в качестве феода. Абдулла-хан II ясно дал понять, что он считает молодого человека и его сторонников-казахов своими вассалами.
В 1583 году во время совместного похода на Фергану отношения между Абдулла-ханом II и Тауекелем испортились. В мае 1583 года Тауекель участвовал в битве на стороне Абдулла-хана II и взял в плен его родственника Мехди Султана вместе с сыном Бабы Султана, Абд аль-Гаффаром, и предал их обоих смерти. Тауекел думал, что будет вознагражден, когда принесет Абдулла-хану их головы, также как он был вознагражден, когда принес голову Бабы Султана. Но Абдаллах был крайне недоволен. Баба Султан был убит в прямом бою, но на этот раз Тауекель казнил двух пленных. Тауекель не получил похвалы и отправился в кипчакские степи, чтобы ждать возможности отомстить.
В 1585 году Тауекель воспользовался походом Абдулла-хана II на юг, чтобы совершить поход на Ташкент. Правитель города, брат Абдуллы Дустума, немедленно выступил против казахского принца, но его людей было мало и они были плохо экипированы, так что он потерпел сокрушительное поражение. Тогда брат Абдулла-хана II Ибадулла выступил из Самарканда на Тауекеля. Когда Тауекель узнал, что он в пути, вместо того, чтобы сразиться со своим бывшим командующим, он отправился в кипчакские степи.
Тауекелю после возвращения на родину пришлось с оружием в руках утверждать свою власть на престол Казахского ханства. Только после трехлетней кровавой борьбы с сепаратистскими силами им в 1586 году был принят ханский титул.
В августе 1595 года Тауекель-хан отправил своего сына Мурада в Москву к царю Фёдору Ивановичу в качестве заложника, чтобы получить оружие для использования против Абдуллы хана II и Кучума. В 1595 году царь Фёдор написал Тауекель-хану, чтобы он заставил подчиниться Москве Абдулла-хана II и Кучума. Предполагалось, что хорошо оснащенная армия будет отправлена в Самару, и Тауекель-хан поведет эту армию против Бухары и Кучума.
В 1598 году в государстве Шейбанидов разгорелась война за ханской трон между Абдаллах-ханом и его сыном Абд ал-Мумином. Тауекель-хан воспользовался этим случаем для вторжения в пределы Бухарского ханства.

## Ход войны
Поход Тауекель-хана на ханство было тщательно спланировано. Он начал подготовку, услышав о ссоре между Абдулла-ханом II и его сыном, и начал поход в конце 1597 года. Когда Абдулла-хану сообщили, что Тауекель-хана осаждает Ташкент, он послал против него отряд. Тауекель-хан был опытным воином, так как он научился сражаться под началом брата Абдулла-хана II Ибадуллы. Когда он встретил бухарские войска между Ташкентом и Самаркандом, он нанес им сокрушительное поражение. Абдуллахан понял, что ему придется самому выступить против него. Собрав армию он двинулся из Бухары в Самарканд, но битва так и не состоялась, так как Тауекель-хана отступил, узнав о его приближении, а Абдулла хан II умер вскоре после прибытия в Самарканд.
Абдаллах-хан вынужденный вести военные действия с собственным сыном Абдулмумином, подготовил новое войско, однако скончался ещё до столкновения с казахскими чингизидами.
Абдулла-хан II умер 8 февраля 1598 года, и его сын Абд аль-Мумин был вынужден отправиться в Сырдарью, чтобы разобраться со своим троюродным братом, Хазара Султаном, сыном Узбека Султана, который восстал и провозгласил себя ханом. Абд аль-Мумин сначала двинулся на восток к Шахрухии и Ахсикету, а затем на север к Ташкенту. К тому времени, как он вернулся в Самарканд, Тауекель-хан был напуган и вынужден был подчиниться.
Затем Абд аль-Мумин назначил Мухаммада Баки Би правителем Самарканда, посетил Бухару и Балх и собрал большую армию для подготовки к походу в Хорасан. Тем временем в ханстве, после осмотра своей большой армии, которая включала казахские силы, а также войска из Ферганы, Ташкента и Балха, Абд аль-Мумин объявил, что он намерен очистить ее от многих бывших и нелояльных эмиров своего отца. Однако он был убит в Замине, недалеко от Самарканда 30 июня 1598 года. За смертью Абд аль-Мумина последовал период нестабильности в ханстве.

### Осада Бухары и отступление Тауекель-хана
Узнав об убийстве Абд аль-Мумина, Тауекель-хан совершил поход на Бухарское ханство с огромной армией. Со своим братом и армией численностью около 110 000 человек, состоящей из казахов и калмыков, он с помощью и предателя и противника Абд аль-Мумина, Абд аль-Ваcи Бия захватил Ташкент, Андижан, Ахсикат и Самарканд. Затем Тауекель-хан оставил своего брата в Самарканде с 20 000 человек и двинулся на Бухару. У шибанида Пир Мухаммад-хана II было всего 15 000 вооруженных людей, чтобы противостоять правителю казахов, он решил не вступать в полномасштабное сражение. Он укрепил город и ежедневно выходил на битву. На двенадцатый день весь гарнизон вышел с ним и после однодневного сражения они нанесли поражение казахов.
Затем Тауекель-хан направился в Самарканд, но его брат не пустил его в город. Есим опасался, что люди восстанут против них, когда услышат, что Тауекель-хан был побежден войском в шесть раз меньшим. Он пристыдил своего брата, заставив его повернуть обратно в Бухару. В Узун Сакале они встретили Пир Мухаммад-хана и его войска, которые пришли в погоню за Тауекель-ханом. В течение следующего месяца произошло несколько сражений, в которых аштарханид Баки Мухаммад сыграл видную роль. Ему удалось захватить и убить предателя Абд аль-Васи Бия. Потом Тауекель-хан попытался застать бухарцев врасплох, начав ночью полномасштабную атаку на их лагерь. Однако бухарцы упорно сражались в течение нескольких часов, одержав победу. Разбитая казахская армия бежала в Ташкент, а Тауекель-хан, получивший тяжелое ранение во время битвы, вскоре скончался по прибытии туда. .
В Ташкенте наместником сел султан шейбанид Кельди Мухаммад (1598—1604), который выпускал от своего имени серебряные и медные монеты.

## Мирный договор
По данным историка Мухаммада Яра ибн 'Араб Катагана, сразу после поражения Тауекель-хана Пир Мухаммад II отправил принца Абулхаирида Джахангира Султана, которому тогда было всего десять лет, управлять Ташкентом под опекой Мухаммада Саида Джалаира, который был назначен его аталиком. В Мавераннахре воцарился мир.

## Примечание
1. 1 2 3 4  Атыгаев, 2023, с. 48.
2. ↑  Абусеитова, 1985, с. 84.
3. ↑  Burton Audrey, The Bukharans. A dynastic, diplomatic and commercial history 1550—1702. Curzon, 1997, p.38-39
4. ↑  Burton Audrey, The Bukharans. A dynastic, diplomatic and commercial history 1550—1702. Curzon, 1997, p.41
5. ↑  Burton Audrey, The Bukharans. A dynastic, diplomatic and commercial history 1550—1702. Curzon, 1997, p.44-45
6. ↑  Burton Audrey, The Bukharans. A dynastic, diplomatic and commercial history 1550—1702. Curzon, 1997, p.49
7. ↑  Burton Audrey, The Bukharans. A dynastic, diplomatic and commercial history 1550—1702. Curzon, 1997, p.86
8. ↑  Burton Audrey, The Bukharans. A dynastic, diplomatic and commercial history 1550—1702. Curzon, 1997, p.87
9. ↑  Burton Audrey, The Bukharans. A dynastic, diplomatic and commercial history 1550—1702. Curzon, 1997, p.95
10. ↑  Barthold, W 1954, p.46
11. 1 2  Burton Audrey, The Bukharans. A dynastic, diplomatic and commercial history 1550—1702. Curzon, 1997, p.96
12. ↑  Burton Audrey, The Bukharans. A dynastic, diplomatic and commercial history 1550—1702. Curzon, 1997, p.102
13. ↑  Burton Audrey, The Bukharans. A dynastic, diplomatic and commercial history 1550—1702. Curzon, 1997, p.103
14. ↑  Бурнашева Р. З., Некоторые сведения о чеканке медных монет в Ташкенте в XVI—XIX вв. Известия Национальной академии наук Казахстана, № 1, 2007, с.153
15. ↑  Burton Audrey, The Bukharans. A dynastic, diplomatic and commercial history 1550—1702. Curzon, 1997, p.103-107